# 三柱鳥居

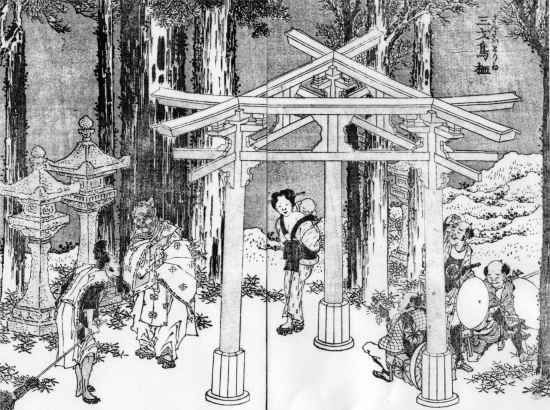
葛飾北斎画：『北斎漫画』『三柱鳥居』

三柱鳥居（みはしらとりい）は、鳥居を3基組み合わせたものをいう。
正三角形平面に組み合わされ、隣り合う鳥居同士が柱を共有するため柱は3本である。笠木は井桁状に組まれ、貫は柱を貫かない。神明鳥居を組み合わせたものや、木嶋神社のように、笠木に曲線を施したものを組み合わせたものが見られる。

## 全国の三柱鳥居
- 木嶋坐天照御魂神社（蚕の社）-（京都市右京区太秦にある木嶋神社）石造りの三柱鳥居が境内の「元糺の池（もとただすのいけ）」の中に建てられている。現在のものは1831年に再建されたものだが[1]、「北斎漫画」十一集「三才鳥居」に描かれているものは木造となっている。
- 三囲神社 -（東京都墨田区向島）石造りの三柱鳥居に囲まれるように井戸が設けられている。「三角石鳥居。三井邸より移す。原形は京都・太秦 木島神社にある。」と説明されている。三井家では、三囲神社を江戸における守護社と定めた事が理由である。
- 大和三柱鳥居 -（岐阜県郡上市大和町内ヶ谷）山麓にある三柱鳥居は、標高1000メートルほどの場所にあるが、鳥居がある場所に神社はない。車が通れる道からは2キロメートル程で、徒歩4時間ほどかかる登山道は不明瞭である。付近の関市板取に三洞白山神社があるが、近隣の林業関係者が山の神への感謝として建立したもの[要出典]で特定の宗派的なシンボルではない。1994年(平成6年)8月1日建立[2]。
- 大神教本院 -（奈良県桜井市三輪）三輪山麓に鎮座する大神神社の崇教会である「大神教本庁」内にある大神教本院の摂社である、三輪稲荷大明神社の拝殿前に黄土色丸柱の三柱鳥居がある。
- 南禅寺大寧軒　※非公開[要出典] -（京都市左京区南禅寺福地町）臨済宗南禅寺派大本山である大寧軒の庭に三柱鳥居がある。この三柱鳥居は木嶋神社のものを模したものであるという。
- 不二阿祖山太神宮 -（山梨県富士吉田市大明見）
- 和多都美神社 -（長崎県対馬市豊玉町仁位）和多都美神社（わたつみじんじゃ）には、社殿横と境内池に二つの三柱鳥居がある。
- 成子天神社 -（東京都新宿区西新宿8丁目）境内の手漕ぎポンプが乗っている井戸を覆うように三柱鳥居がある[3]。
- 徳積三柱鳥居 -（岐阜県武儀郡奥洞戸村栗原底津丸山山頂）鳥居自体が崇拝の対象として、造化三神（天御中主神・高御産巣日神・神皇産霊神）を祭る。建立は1995年(平成7年)10月19日、高賀神社の宮司により降神神事を執り行った。中部電力の三岐幹線の鉄塔建設とそれに伴う送電線が鳥居の上空付近を横切って建設されたため、三柱鳥居の神域が汚され、本来の聖地でなくなったということで撤去された（その場に埋められた）ため現存しない[4]。
- 稲飯神社 -（徳島県名西郡神山町）金属製の三柱鳥居は、神山スキーランドホテルの近くにある。
- 船盡比売神社 -（徳島県徳島市入田町大久）高さ1ｍ弱の3柱の自然石にテーブル状の石板が載っており、その真ん中に丸い石が収まっている。鳥居というよりはドルメンのようでもあるが、三柱鳥居の原形のようにも見えるので、参考としてここに列挙した。
- 鎮西大社諏訪神社 -（長崎県長崎市上西山町）鎮西大社諏訪神社の摂社である「蛭子社(ひるこしゃ)」前にかつて三柱鳥居があったが、今は現存しない。土台は残っている。

## ギャラリー

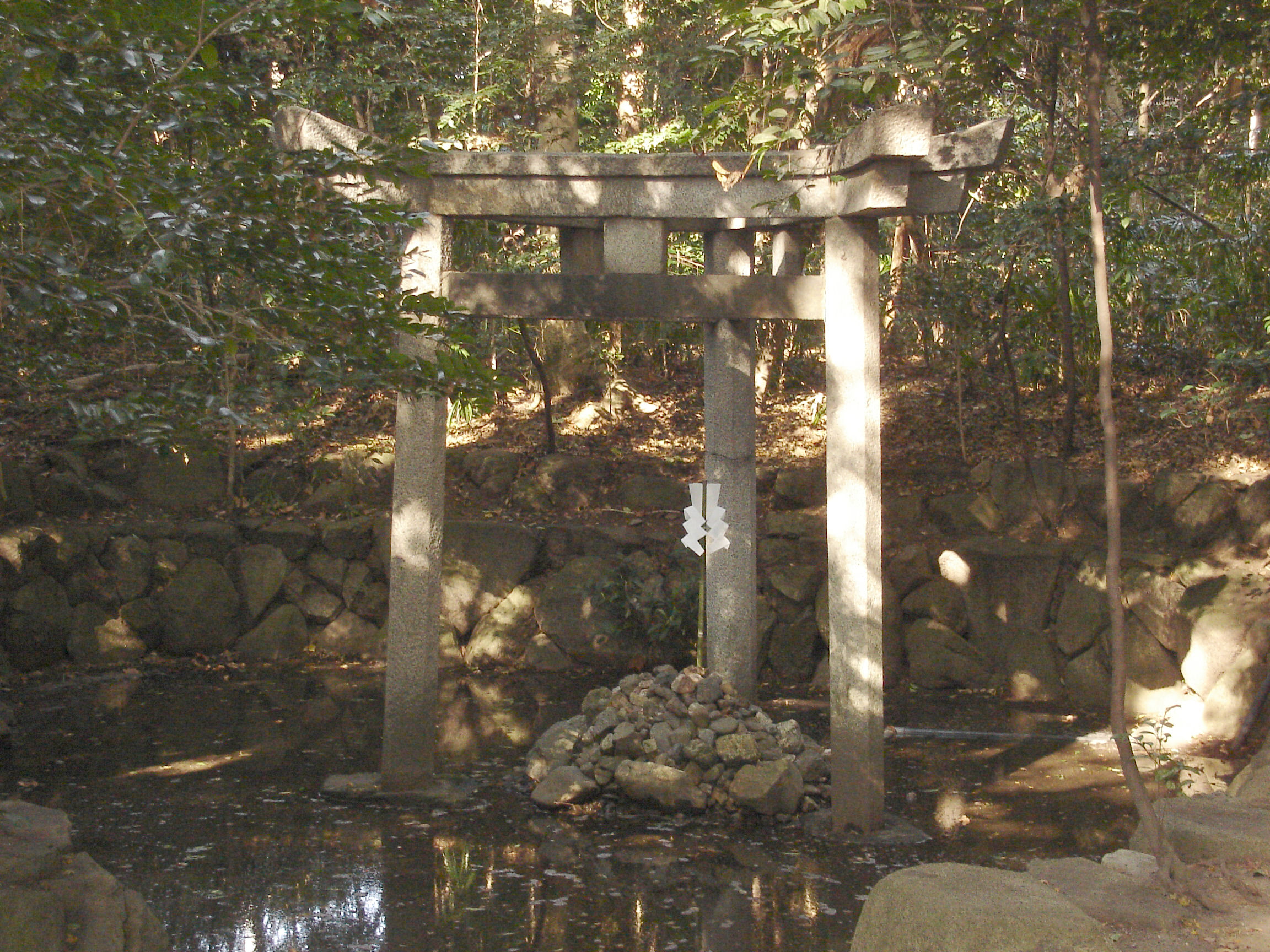
木嶋神社（京都市右京区）の三柱鳥居
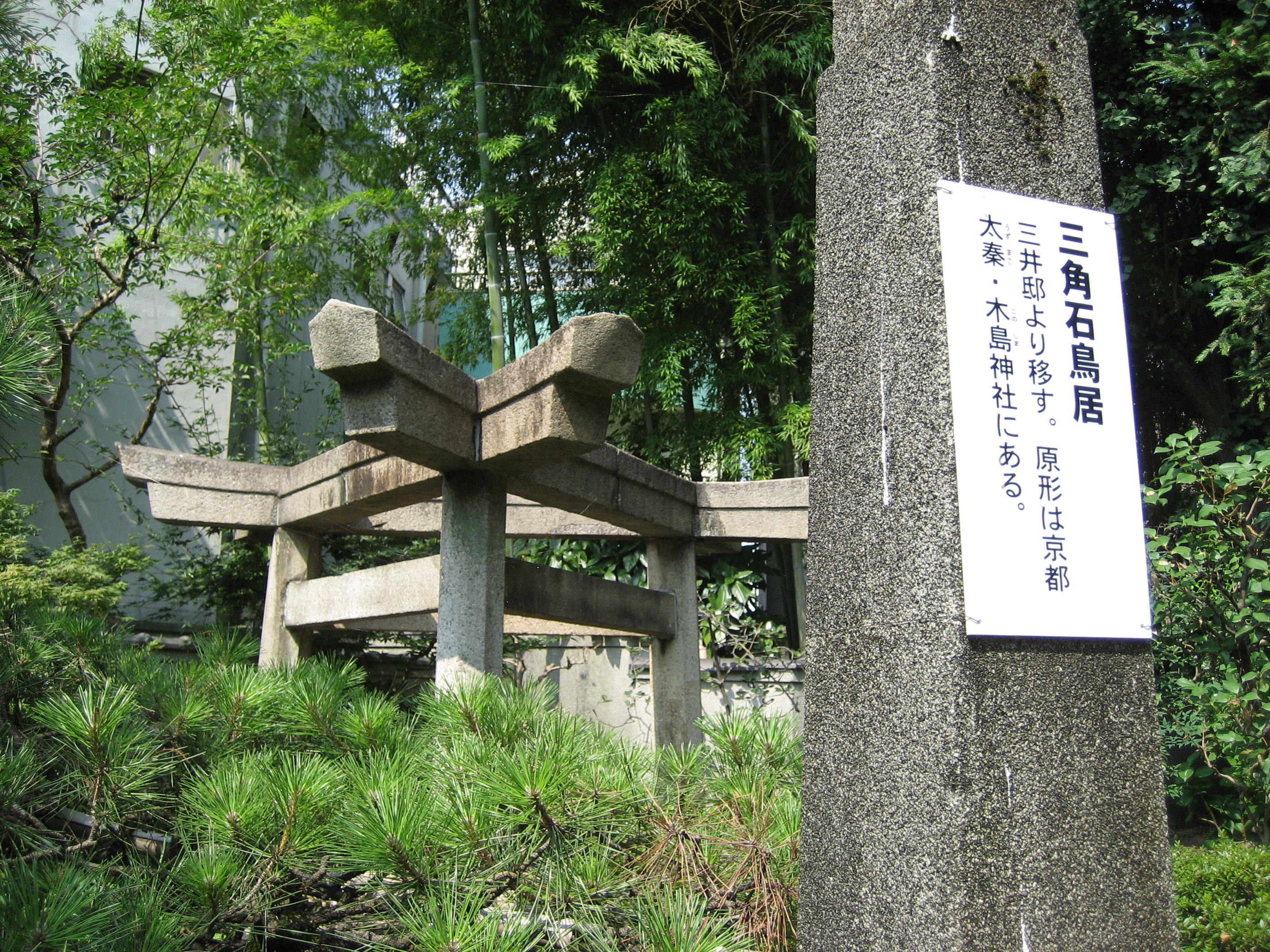
三囲神社（東京都墨田区）の三柱鳥居
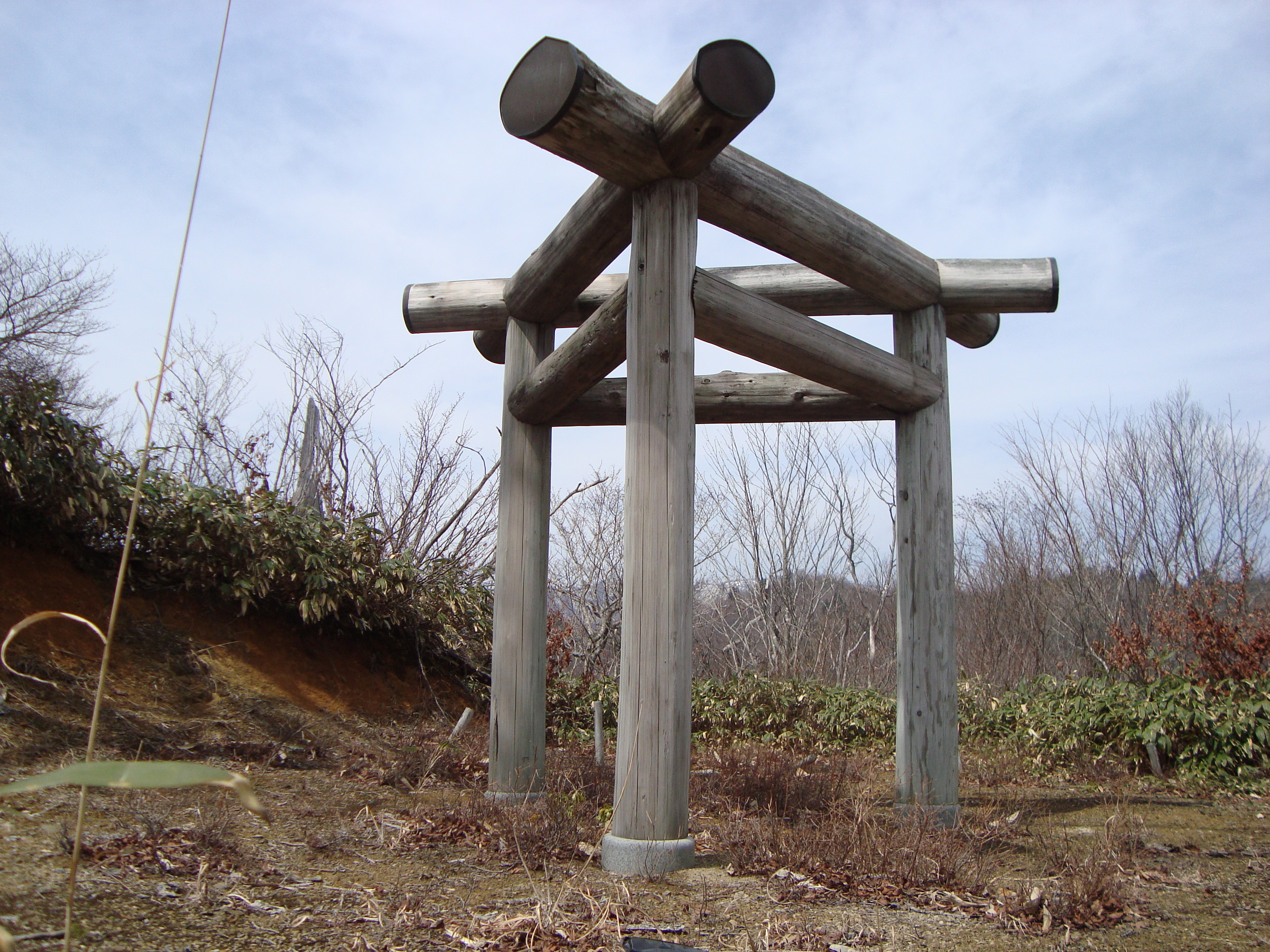
郡上大和の三柱鳥居
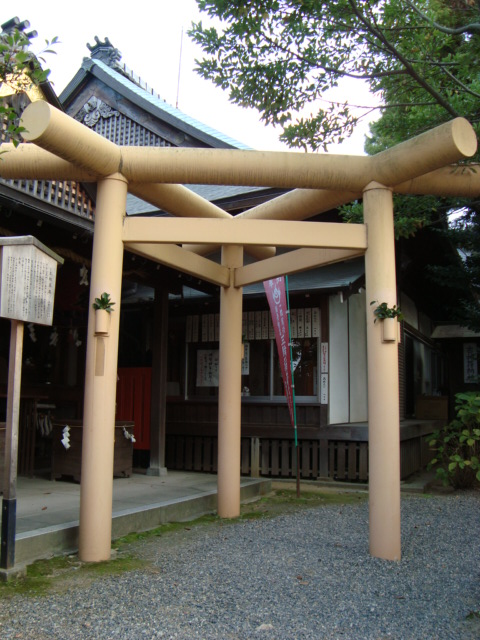
大神教本院（奈良県桜井市）の三柱鳥居
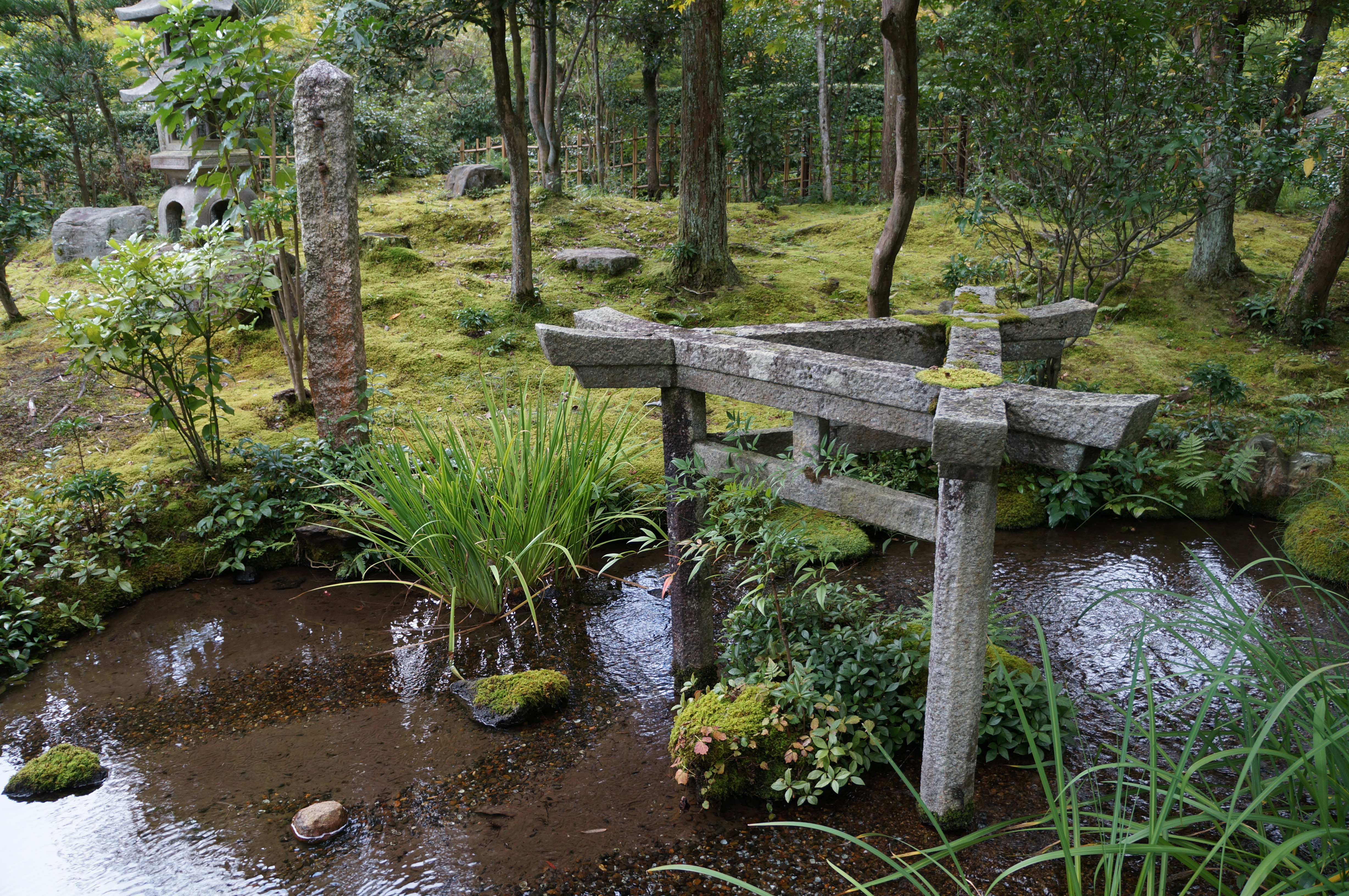
南禅寺大寧軒（京都市左京区）の三柱鳥居
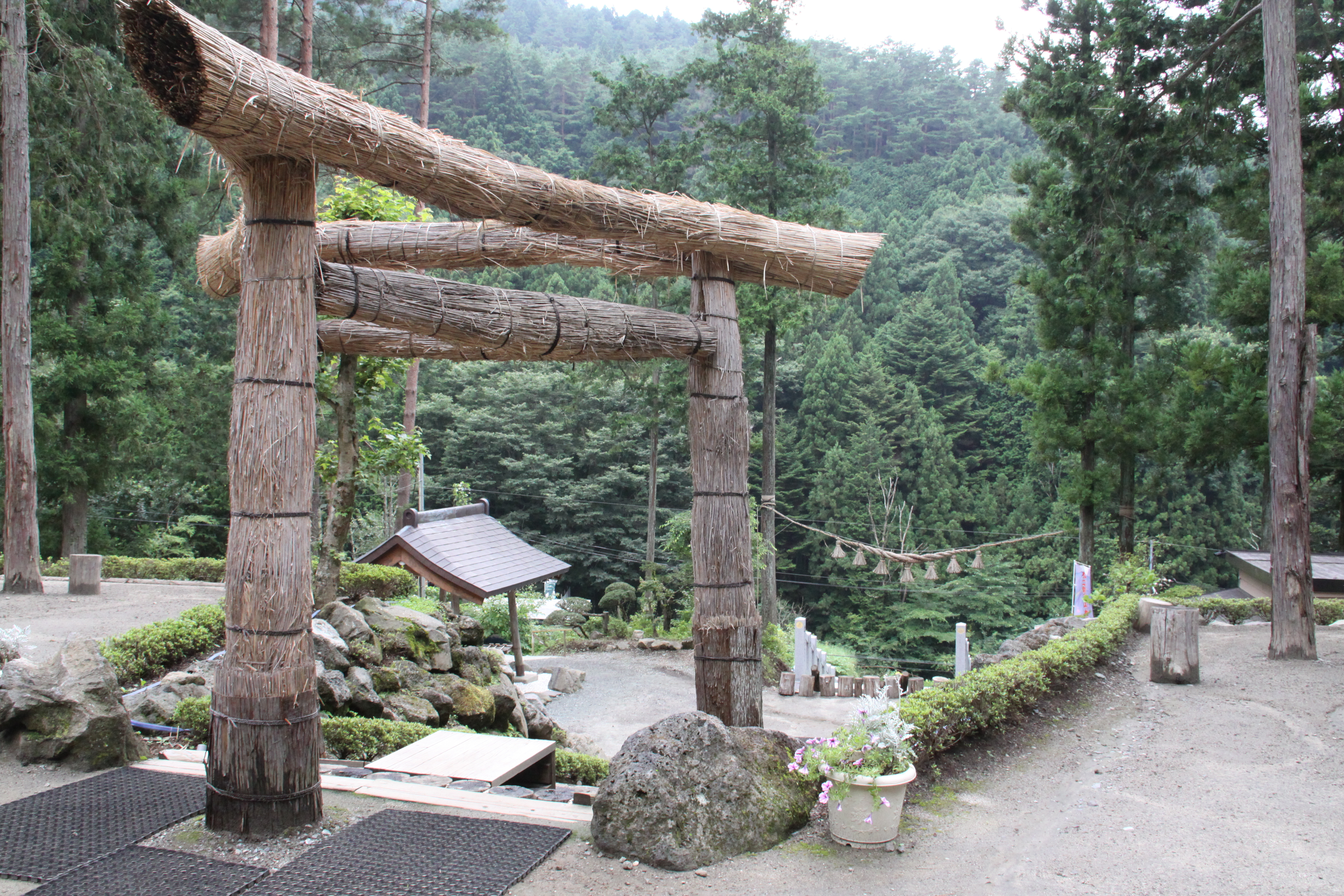
不二阿祖山太神宮（山梨県富士吉田市）の三柱鳥居
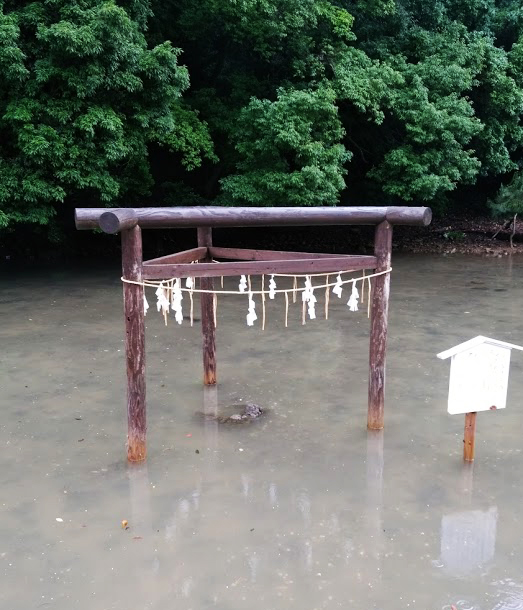
和多都美神社（長崎県対馬市）の三柱鳥居
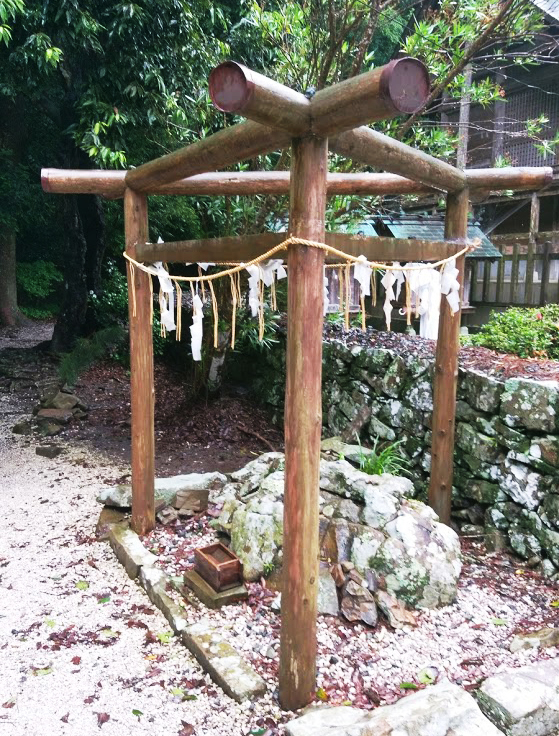
和多都美神社(長崎県対馬市)の三柱鳥居
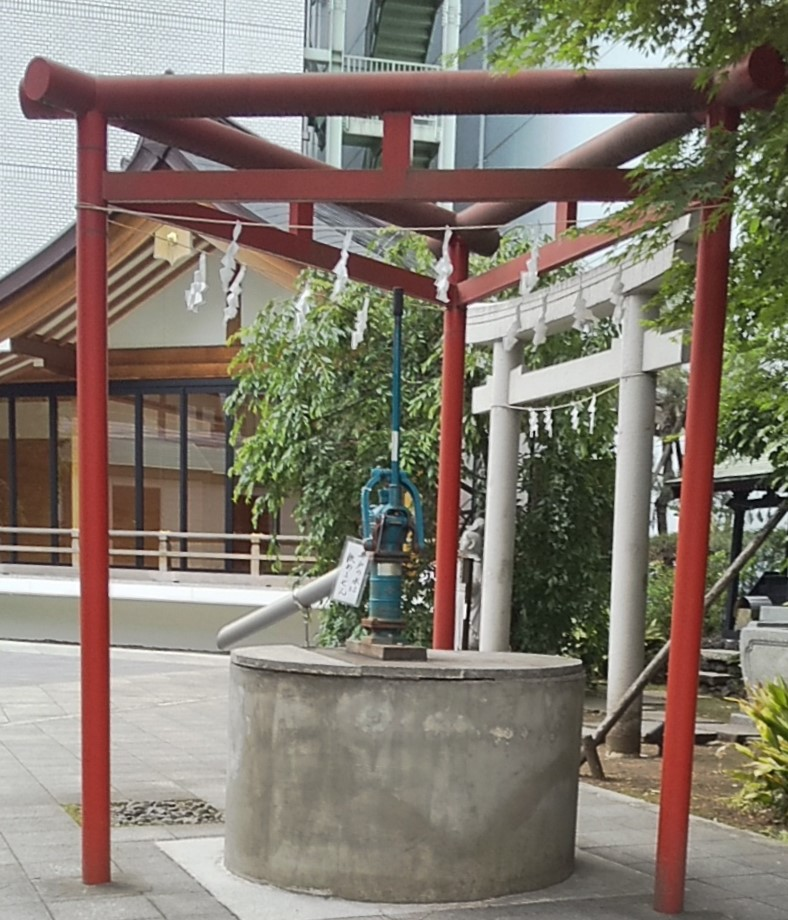
成子天神社近くの鳴子稲荷神社の前の三柱鳥
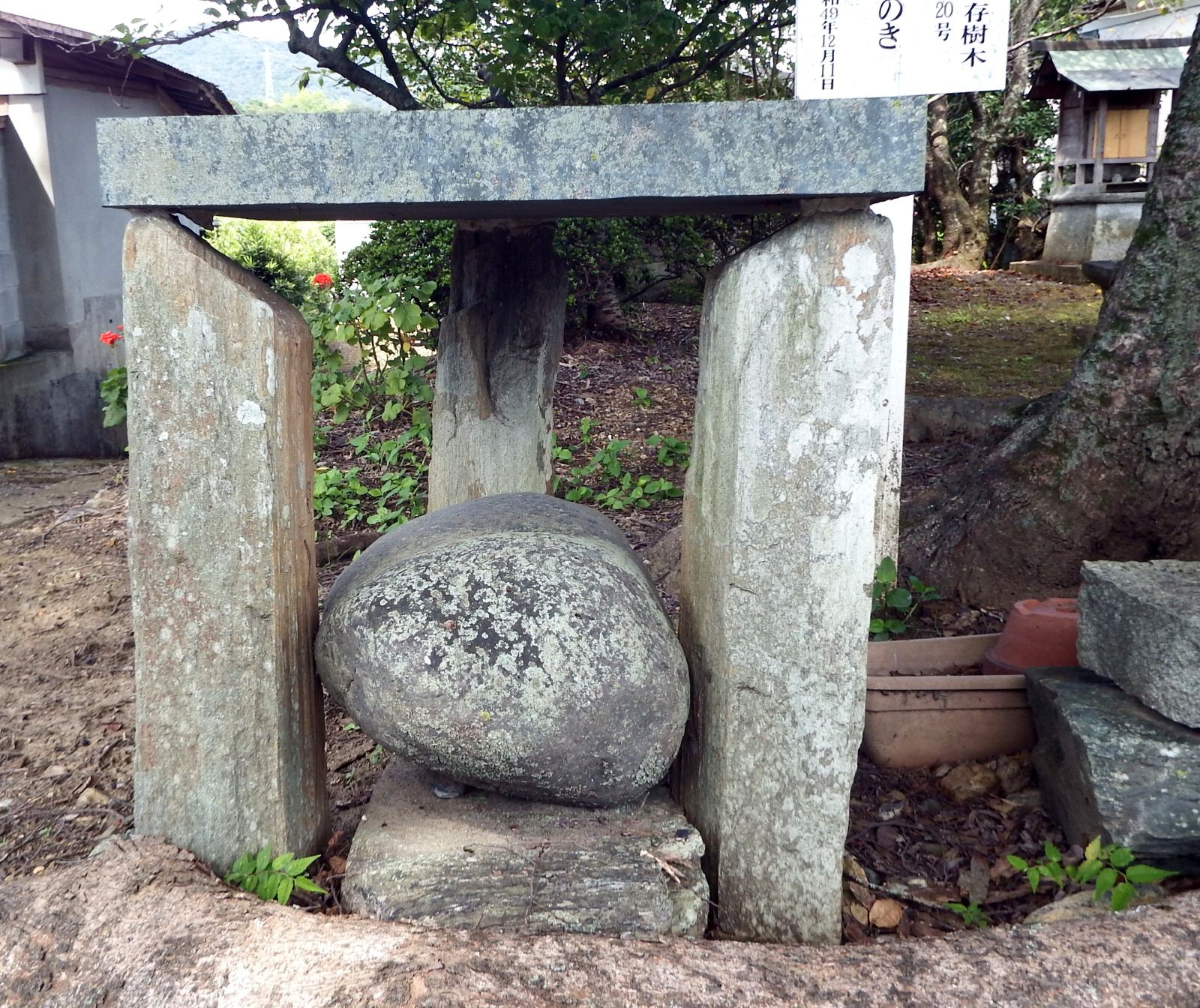
船盡比売神社（徳島市）